# Divadlo U mostu
Divadlo U mostu (rusky Театр У моста) ve městě Perm je jedno z nejvýznamnějších malých divadel současnosti v Rusku.

## Historie
Vznik a činnost divadla jsou úzce svázány s osobností ruského režiséra Sergeje Fedotova. Ten spolu s dalšími spřízněnými divadelníky roku 1988 divadlo založil a stal se jeho uměleckým šéfem. V prvním období soubor fungoval jako divadelní studio při Domě kultury Telefonního závodu. Jeho první inscenací se stala hra Mandát Nikolaje Erdmana (premiéra 7. října 1988). Roku 1992 se soubor profesionalizoval, byl zapsán do jednotného rejstříku ruských divadel a získal status městského divadla, zřizovaného permskou radnicí. Vedení města mu pronajalo samostatnou budovu se dvěma sály: velkým pro 180 diváků a studiovou scénou pro 100 diváků. Po několika letech začala spolupráce divadla s vedením města dostávat trhliny. V listopadu 2005 např. způsobily byrokratické průtahy na radnici dočasné odpojení divadla od dodávky elektřiny kvůli nezaplaceným účtům. Vedoucí činitelé města se pokoušeli zdůvodnit problémy divadla „tvůrčí krizí“ jeho uměleckého šéfa. Spory vyvrcholily na podzim roku 2006. Městské úřady se rozhodly využít lukrativní pozemek, na němž stojí budova divadla, pro komerční účely a pod různými záminkami se pokoušely zastavit provoz divadla a soubor z budovy vystěhovat. Proti tomuto záměru se zdvihla masivní vlna protestů od příznivců divadla z Ruska i ze zahraničí (jenom z Česka jich došlo do Permi několik stovek) a vedení města bylo nuceno ustoupit. Divadlo zůstalo v původní budově, a ta byla dokonce opravena. Dalším důsledkem této krize byla změna statutu Divadla U mostu, které na čas přešlo pod správu Permského kraje. O rok a půl později bylo divadlo předáno zpět pod správu města Perm.
Těžištěm práce Divadla U mostu se od počátku stala především ruská klasika, díla Gogolova, Dostojevského, Čechovova, Bulgakovova a dalších autorů, především ta, v nichž hraje významnou roli mystika. Sám Fedotov říká, že se snaží vytvořit mystické divadlo. Při práci soubor uplatňuje a rozvíjí metodu Michaila Čechova, jejímž je Fedotov vyznavačem. Nejslavnějšími inscenacemi v dosavadní historii Divadla U mostu jsou právě ty, které jsou postaveny na mystice v ruské literatuře: dnes již kultovní Panočka podle Gogolovy novely Vij, která se hrála od roku 1991 a dosáhla více než 3000 repríz (její provozování ukončil roku 2018 zřejmě autorskoprávní spor.), Večery na samotě u Dikaňky nebo inscenace Mistr a Markétka. Divadlo a jeho umělecký šéf se těmito divadelními událostmi v krátké době proslavili, nejprve na regionálním, posléze celoruském a dnes možno říci i evropském divadelním fóru. Dramaturgie divadla se samozřejmě nevyhýbá ani dílům z jiných dramatik. Např. roku 2005 zde byla v ruské premiéře uvedena „connemarská trilogie“ irského autora Martina McDonagha. Divadlo U mostu se pravidelně zúčastňuje mnoha renomovaných festivalů v Rusku i v zahraničí a získalo již množství ocenění. V roce 2010 získalo za inscenaci Mrzák inishmaanský Martina McDonagha Zvláštní cenu poroty na festivalu Ruské národní divadelní ceny Zlatá maska v Moskvě. Za tutéž inscenaci získalo divadlo Grand Prix a cenu za nejlepší mužský herecký výkon (Vasilij Skidanov za roli Mrzáka Billyho) na Festivalu Bílá věž v běloruském Brestu. Inscenace Gogolovy Ženitby získala roku 2010 cenu Zlatý rytíř na Mezinárodním divadelním fóru v Moskvě. Roku 2019 divadlo získalo vůbec poprvé udělovanou celoruskou diváckou cenu Hvězda Teatralu v kategorii Nejlepší regionální divadlo. Divadlo několikrát hostovalo i v různých městech Česka.

## Významné inscenace divadla
Není-li uveden jiný režisér, jde o inscenace Sergeje Fedotova, který ve většině případů vytvořil i scénografii.
- Nikolaj Erdman: Мандат (Mandát), 7. října 1988.
- Michail Gindin, Vladimir Sinakevič: Зверь (Zvíře), 1989. Hostování v Česku: 1996 – Divadlo evropských regionů, Klicperovo divadlo Hradec Králové; 2006 – Experimentální prostor Roxy/NoD Praha a Bio Ráj Turnov; 2008 – Palác Akropolis Praha, 2015 – Ruské středisko vědy a kultury Praha.
- Jevgenij Švarc: Дракон (Drak). Hostování v Česku: 1997 – Divadlo evropských regionů, Klicperovo divadlo Hradec Králové.
- Nina Sadur na motivy N. V. Gogola: Панночка (Panočka), 1991. Hostování v Česku: 1995 – Divadlo evropských regionů, Klicperovo divadlo Hradec Králové a Divadlo Aloise Jiráska Úpice; 2005 – Experimentální prostor Roxy/NoD Praha a Městské divadlo Turnov; 2006 – Divadlo v Dlouhé Praha a Městské divadlo Jablonec nad Nisou; 2008 – Palác Akropolis Praha, 2013 – Divadlo komedie Praha. Konec provozování 2018.[7][8]
- Nikolaj Vasiljevič Gogol: Женитьба (Ženitba), 1992. Hostování v Česku: 1999 – Divadlo Bez zábradlí Praha a Městské kulturní středisko Nová Paka; 2006 – Divadlo DISK Praha, 2013 – Divadlo komedie Praha, 2014 – Ruské středisko vědy a kultury Praha.
- Carlo Goldoni: Трактирщица (Mirandolina), 1993. Hostování v Česku: 1999 – Divadlo evropských regionů, Klicperovo divadlo Hradec Králové.
- Nikolaj Vasiljevič Gogol: Игроки (Hráči), 1994. Hostování v Česku: 1996 – Divadlo evropských regionů, Klicperovo divadlo Hradec Králové.
- Nikolaj Erdman: Самоубийца (Sebevrah), 24. prosince 1998. Hostování v Česku: 1999 – Divadlo evropských regionů, Klicperovo divadlo Hradec Králové a Komorní scéna Aréna Ostrava; 2008 – Experimentální prostor Roxy/NoD Praha.
- Nina Sadur na motivy N. V. Gogola: Брат Чичиков (Bratr Čičikov podle Mrtvých duší). Hostování v Česku: 1997 – Divadlo evropských regionů, Klicperovo divadlo Hradec Králové.
- Michail Bulgakov: Зойкина Квартира (Zojčin byt), 24. září 1999. Hostování v Česku: 2017 – Ruské středisko vědy a kultury Praha.
- Jean-Paul Sartre: За закрытой дверью (Za zavřenými dveřmi), režie: Ivan Maleňkich.
- Tennessee Williams: Трамвай “Желание” (Tramvaj do stanice Touha), režie: S. Kozlova.
- Alexandr Nikolajevič Ostrovskij: Женитьба Бальзаминова (Ženitba Balzaminova). Hostování v Česku: 2001 – Divadlo evropských regionů, Klicperovo divadlo Hradec Králové.
- Jevgenij Švarc: Обыкновенное чудо (Obyčejný zázrak). Hostování v Česku: 2001 – Divadlo evropských regionů, Klicperovo divadlo Hradec Králové.
- Nikolaj Vasiljevič Gogol: Вечера на хуторе близ Диканьки (Večery na samotě u Dikaňky), 2004. Hostování v Česku: 2005 – Divadlo evropských regionů, Klicperovo divadlo Hradec Králové, Divadlo Petra Bezruče Ostrava, Experimentální prostor Roxy/NoD Praha a Městské divadlo Jablonec nad Nisou; 2006 – Palác Akropolis Praha.
- Martin McDonagh: Сиротливый запад (Osiřelý západ), 16. února 2004. Inscenace byla nominována na Ruskou národní divadelní cenu Zlatá maska 2008 v kategoriích inscenace malé formy a režie.[12] Hostování v Česku: 2008 – Experimentální prostor Roxy/NoD Praha a Divadlo evropských regionů, Klicperovo divadlo Hradec Králové.
- Michail Bulgakov / Sergej Fedotov: Мастер и Маргарита (Mistr a Markétka), 13. května 2005. Hostování v Česku: 2008 – Divadlo v Dlouhé Praha.
- Martin McDonagh: Красавица из Линэна (Kráska z Leenane), 29. května 2005. Hostování v Česku: 2006 – Palác Akropolis Praha.
- Martin McDonagh: Череп из Конемары (Lebka v Connemaře) 31. května 2005. Hostování v Česku: 2006 – Experimentální prostor Roxy/NoD Praha.
- Petr Zelenka: Термен (Teremin), 4. května 2006.
- Michail Bulgakov / Sergej Fedotov: Собачье сердце (Psí srdce), 9. května 2006.
- Molière: Тартюф (Tartuffe), 16. května 2006, režie: Dmitrij Chimjakov.
- Alexej Rybnikov / Andrej Vozněsenskij: Юнона и Авось (Juno a Avos), 20. května 2006.
- William Shakespeare: Ромео и Джульетта (Romeo a Julie), 23. února 2007.
- Anton Pavlovič Čechov: Дядя Ваня (Strýček Váňa), 15. března 2007, režie: Sergej Krasnoperec.
- William Shakespeare: Двенадцатая ночь (Večer tříkrálový), 20. dubna 2007.
- William Shakespeare: Гамлет (Hamlet). Hostování v Česku: 2008 – Divadlo DISK Praha a Divadlo evropských regionů, Klicperovo divadlo Hradec Králové.
- Nikolaj Vasiljevič Gogol: Игроки (Hráči), 10. května 2008. Hostování v Česku: 2008 – Divadlo DISK Praha.
- Martin McDonagh: Калека с Инишмана (Mrzák inishmaanský), 29. ledna 2009. Inscenace získala Zvláštní cenu poroty na festivalu Ruské národní divadelní ceny Zlatá maska 2010.[9] Nominována byla v kategoriích inscenace malé formy a režie. Hostování v Česku: 2010 – Činoherní klub Praha a Divadlo evropských regionů, Klicperovo divadlo Hradec Králové, 2013 – Divadlo komedie Praha, 2014 – 2x Činoherní klub Praha, 2015 – Ruské středisko vědy a kultury Praha.
- Nikolaj Koljada: Курица (Slepice), květen 2009.
- Nikolaj Vasiljevič Gogol: Ревизор (Revizor), 20. srpna 2009.
- Vasilij Sigarev: Детектор лжи (Detektor lži), 2009. Hostování v Česku: 2010 – Ruské středisko vědy a kultury Praha.
- Anton Pavlovič Čechov: 33 Обморока (33 mdlob), koláž z aktovek Jubileum, Medvěd a Námluvy, 10. února 2011.
- Mika Myllyaho: Паника (Panika), 28. února 2011.
- Martin McDonagh: Безрукий из Спокэна (Ujetá ruka), 9. března 2011. Inscenace byla nominována na Ruskou národní divadelní cenu Zlatá maska 2012 v kategoriích inscenace malé formy a režie.[13] Hostování v Česku: 2013 – Divadlo evropských regionů, Klicperovo divadlo Hradec Králové a Divadlo komedie Praha.
- Harold Pinter: Сторож (Správce), 7. října 2011.
- Rocco Familiari: Запах (Zápach), režie: Krzysztof Zanussi, světová premiéra: 28. října 2011.
- Martin McDonagh: Лейтенант с Инишмора (Poručík z Inishmooru), 21. června 2012.
- Maxim Gorkij: На дне (Na dně), 4. května 2013. Hostování v Česku: 2013 – Divadlo evropských regionů, Klicperovo divadlo Hradec Králové a Divadlo komedie Praha.
- Franz Kafka: Замок (Zámek), 7. prosince 2013.
- Martin McDonagh: Человек-подушка (Pan Polštář), 4. dubna 2014, režie: Leon Cain.
- William Shakespeare: Макбет (Macbeth), 20. prosince 2016.
- Avksentij Cagareli: Ханума (Chanuma), 28. prosince 2016. Hostování v Česku: 2017 – Ruské středisko vědy a kultury Praha.
- Nikolaj Vasiljevič Gogol: Вий (Vij), 13. května 2018.

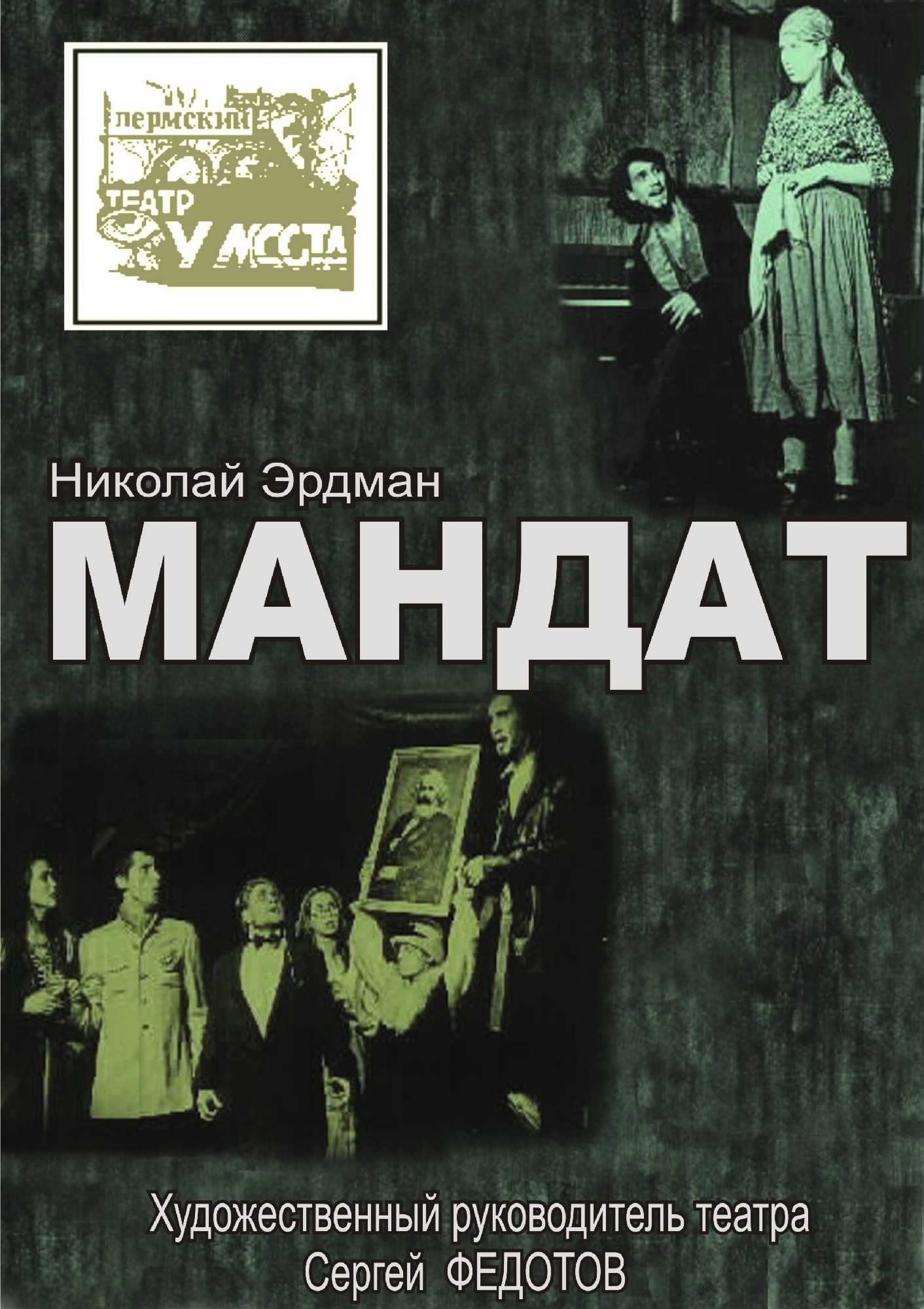
Plakát k první inscenaci divadla – Mandát, 1988
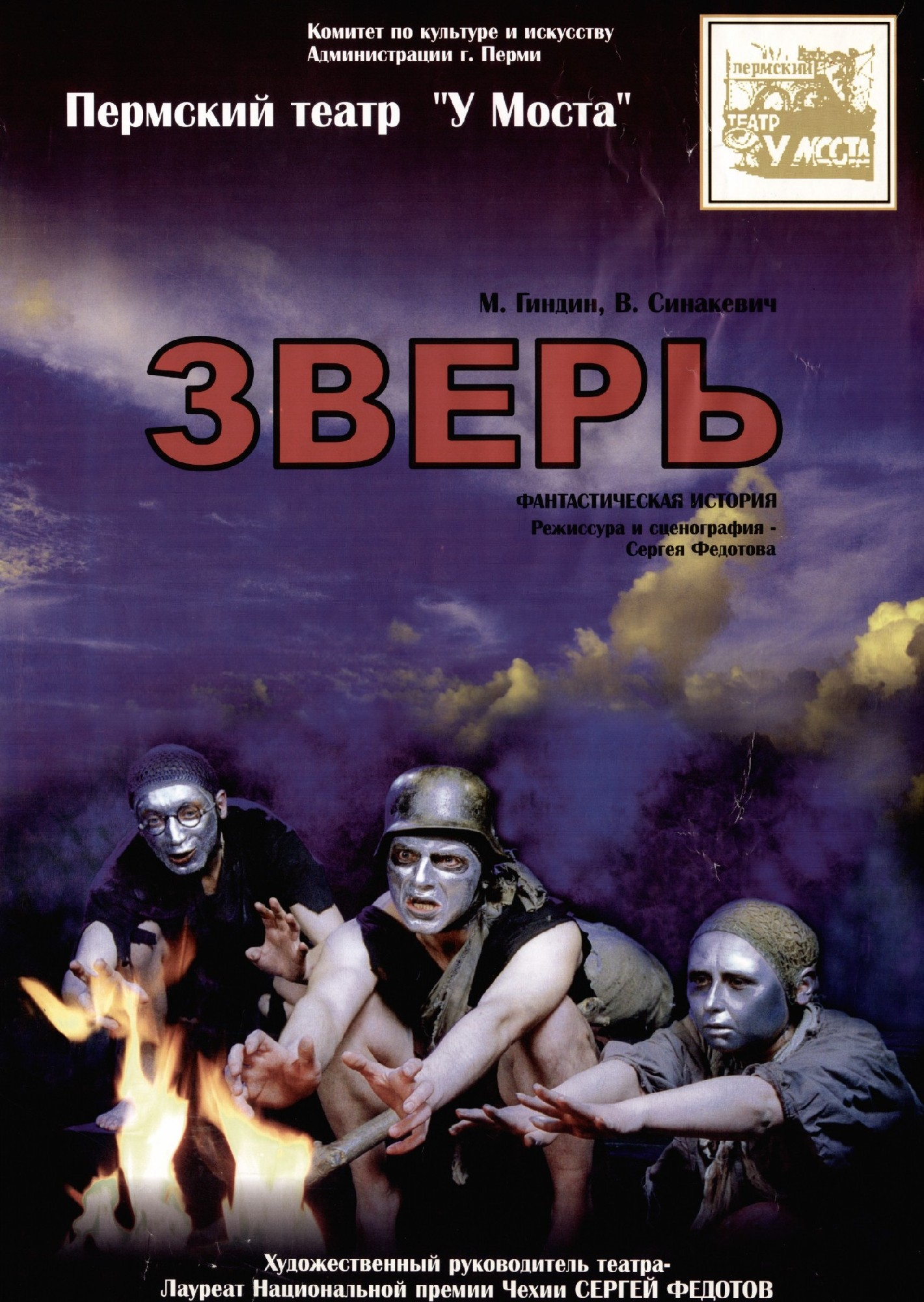
Plakát k inscenaci Zvíře, 2005
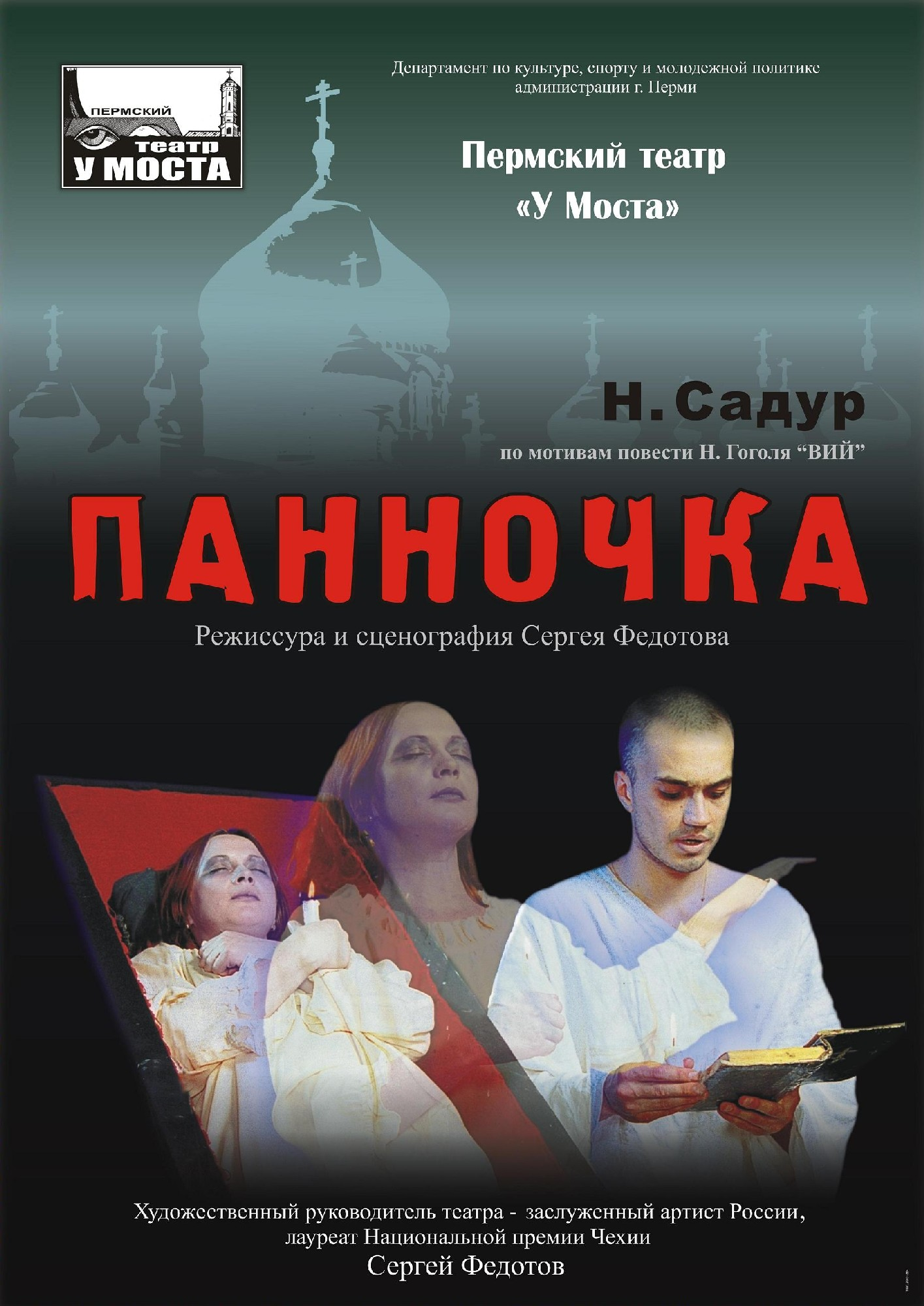
Plakát k inscenaci Panočka, 2005
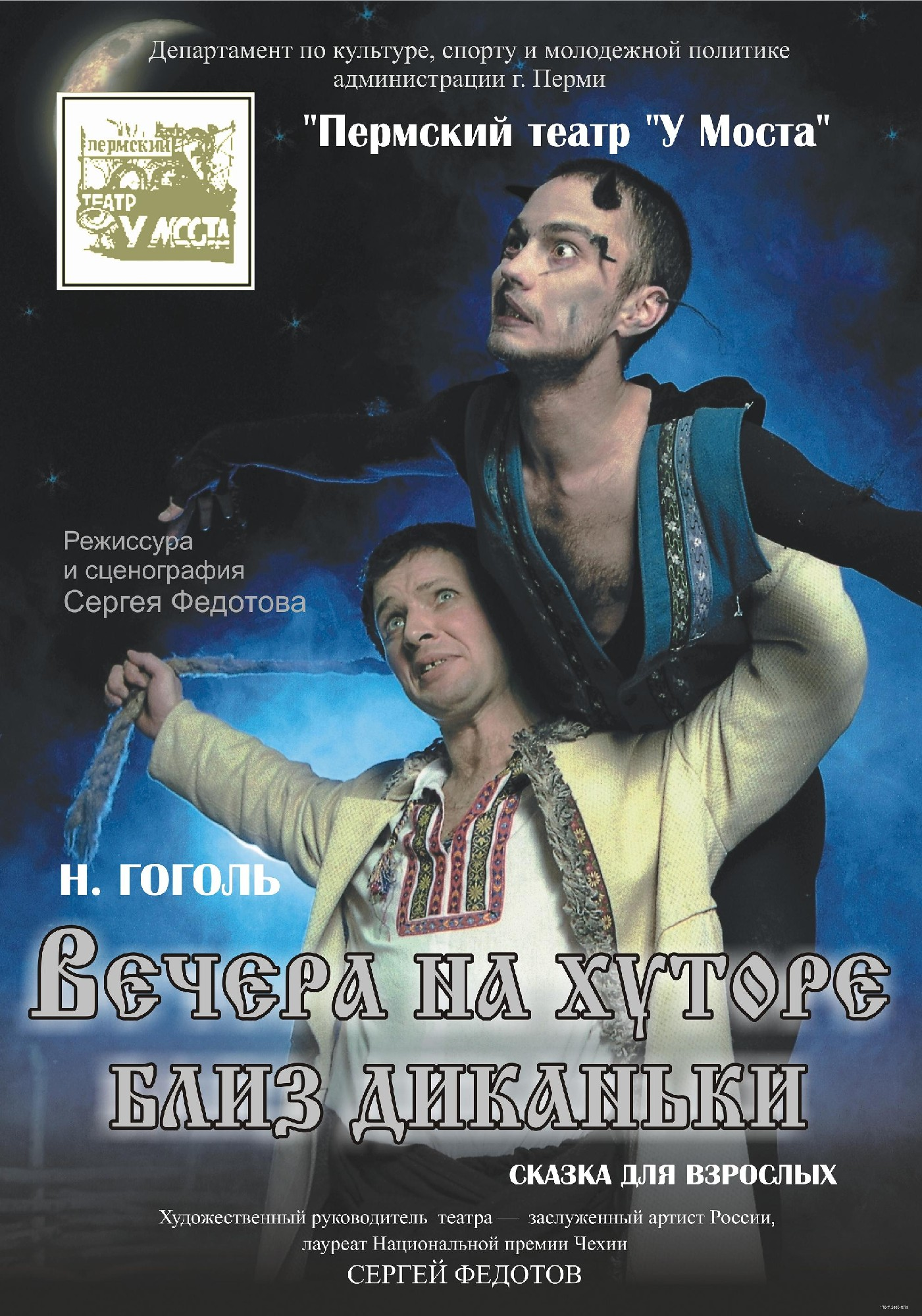
Plakát k inscenaci Večery na samotě u Dikaňky, 2005
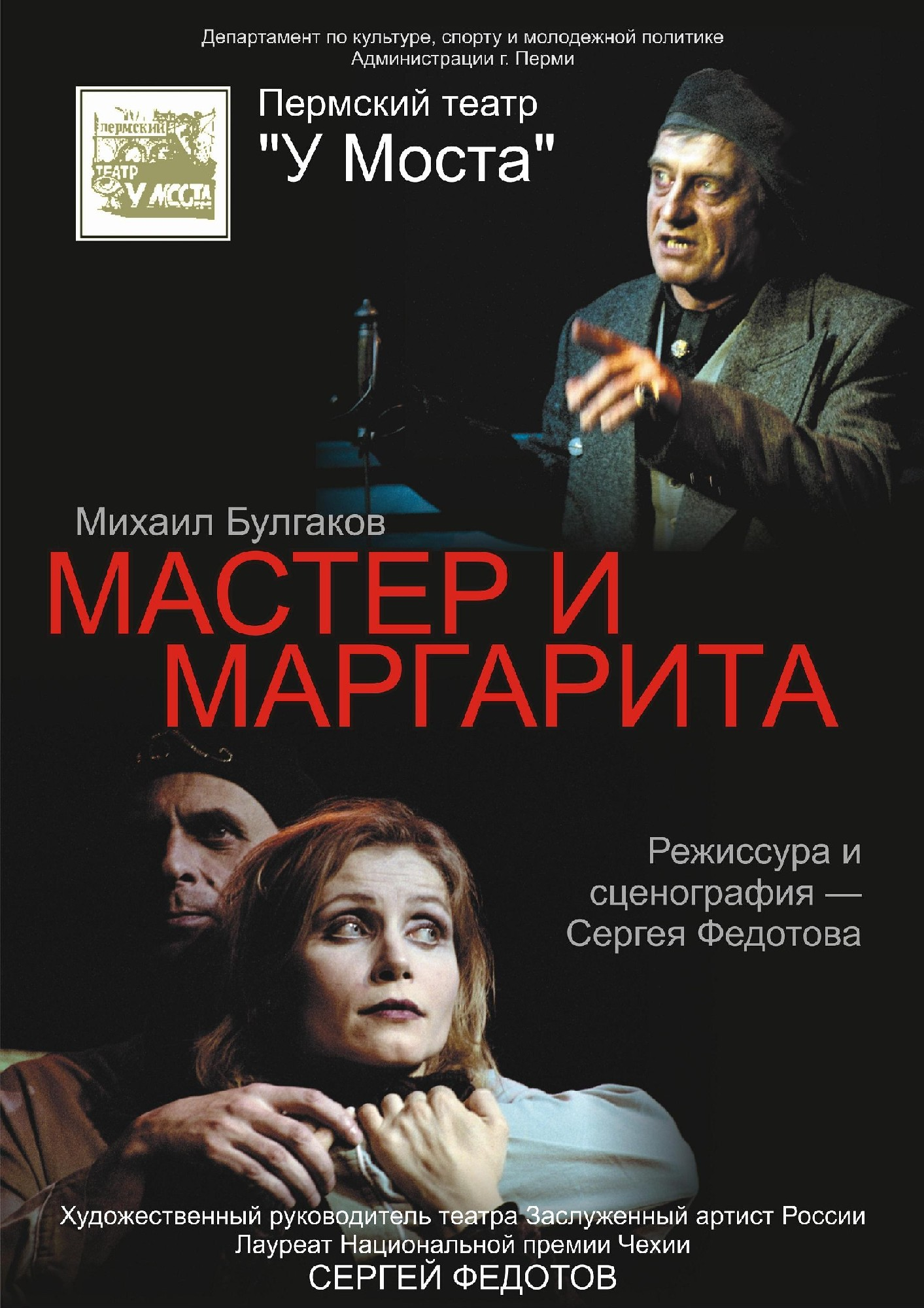
Plakát k inscenaci Mistr a Markétka, 2005

## Mezinárodní festivaly

### V Česku
- Divadlo evropských regionů Hradec Králové:
  - 1995 – Nina Sadur na motivy N. V. Gogola: Panočka (Панночка).
  - 1996 – N. V. Gogol: Hráči (Игроки) a Michail Gindin, Vladimir Sinakevič: Zvíře (Зверь).
  - 1997 – Jevgenij Švarc: Drak (Дракон) a Nina Sadur na motivy N. V. Gogola: Bratr Čičikov (Брат Чичиков) podle Mrtvých duší.
  - 1999 – Nikolaj Erdman: Sebevrah (Самоубийца) a Carlo Goldoni: Mirandolina (Трактирщица).
  - 2001 – A. N. Ostrovskij: Ženitba Balzaminova (Женитьба Бальзаминова) a Jevgenij Švarc: Obyčejný zázrak (Обыкновенное чудо).
  - 2005 – N. V. Gogol: Večery na samotě poblíž Dikaňky (Вечера на хуторе близ Диканьки).
  - 2008 – Martin McDonagh: Osiřelý západ (Сиротливый запад) a William Shakespeare: Hamlet (Гамлет).
  - 2010 – Martin McDonagh: Mrzák inishmaanský (Калека с Инишмана).
  - 2013 – Martin McDonagh: Ujetá ruka (Безрукий из Спокэна) a Maxim Gorkij: Na dně (На дне).

- Muzika Paka 99 Nová Paka 1999:
  - Nikolaj Vasiljevič Gogol: Ženitba (Женитьба).

### V jiných zemích
- Současné divadlo Riga, Lotyšsko, 1990.
- Slovanská setkání Kyjev, Ukrajina, 1992.
- Divadelní hledání Brémy, Německo, 1994.
- Золотий лев (Zlatý lev) Lvov, Ukrajina, 1994, 1996 a 2010.
- Divadelní setkání Jelení Hora, Polsko, 1994 a 1996.
- Valge Daami (Bílá dáma) Haapsalu, Estonsko, 1995.
- Еко Фест - Сливен 1995 (Eko fest - Příroda a kultura) Sliven, Bulharsko, 1995.
- Klasika očima současnosti Katovice, Polsko, 1996.
- Evropské divadlo Heidelberg, Německo, 1996.
- The 21st Cairo International Festival for Experimental Theatre Káhira, Egypt, 2009.[14]
- SKENA UP, Priština, Kosovo, 2009.
- Тeatarfest, Sarajevo, Bosna a Hercegovina, 2010.
- Белая Вежа (Bílá věž) Brest, Bělorusko, 2010, 2011.

## Galerie

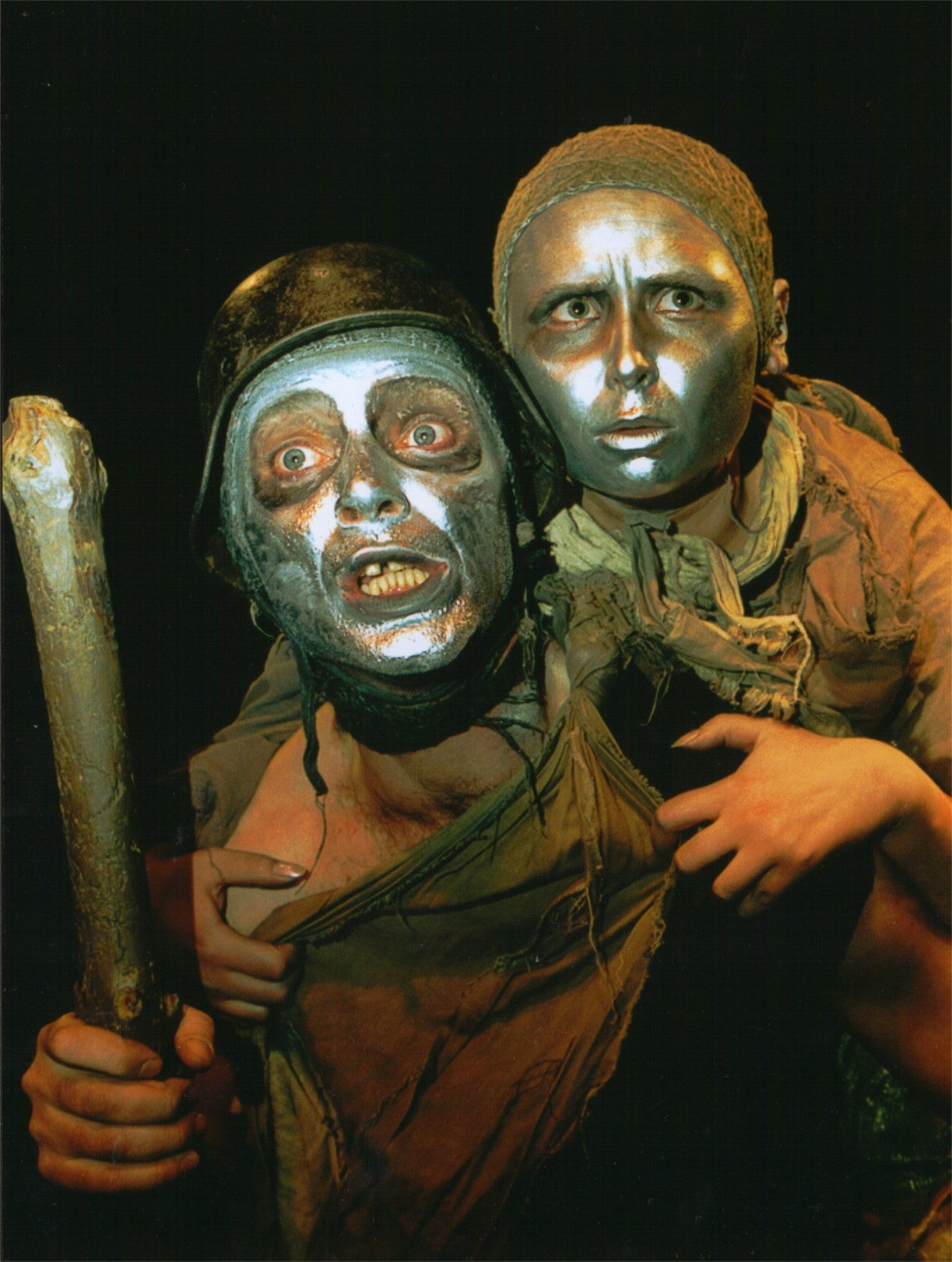
Michail Gindin, Vladimir Sinakevič: Zvíře.
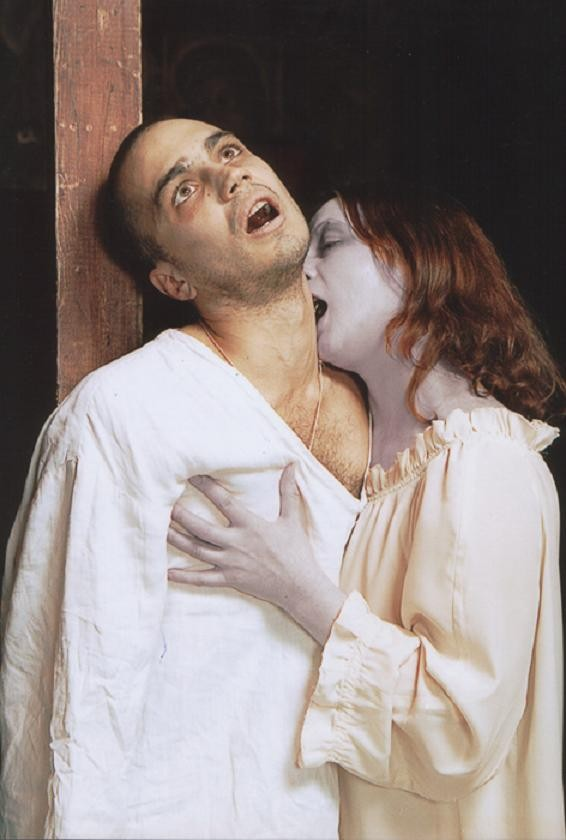
Nina Sadur podle Gogolovy novely Vij: Panočka, 1991.
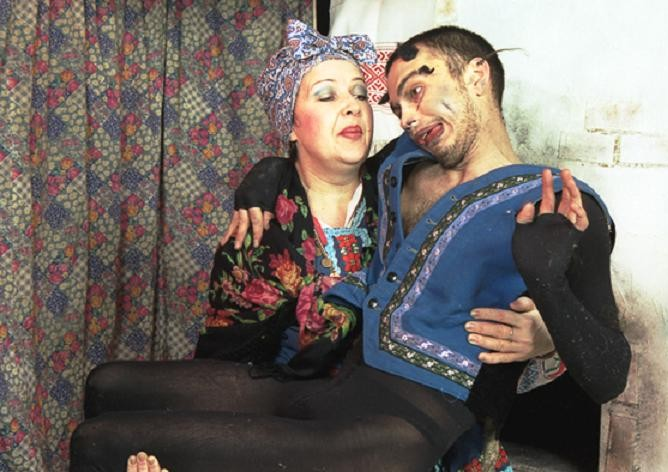
Nikolaj Vasiljevič Gogol: Večery na samotě u Dikaňky.
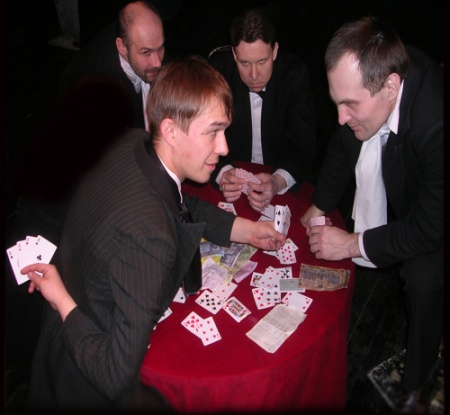
Nikolaj Vasiljevič Gogol: Hráči, 2008.